# Planinska vas (gmina Trbovlje)
Planinska vas – wieś w Słowenii, w gminie Trbovlje. W 2018 roku liczyła 76 mieszkańców.